# Tony Tan Keng Yam
Tony Tan Keng Yam (en xinès tradicional: 陳慶炎, xinès simplificat: 陈庆炎, pinyin: Chén Qìngyán; nascut el 7 de febrer de 1940 a Singapur) és un banquer, matemàtic i polític singapurès. Va ser escollit president del seu país el 27 d'agost de 2011 i exerceix el càrrec des de l'1 de setembre del mateix any.

## Biografia
Tan va estudiar a dues escoles dirigides pels Germans de les Escoles Cristianes de La Salle, St Joseph's Institution i St Patrick's School, per després llicenciar-se en Física a la Universitat Nacional de Singapur. Va obtenir el doctorat en Matemàtica aplicada a la Universitat d'Adelaide. Retornà a la Universitat Nacional de Singapur, on va donar conferències en matemàtiques.
El 1969 va deixar la universitat per dedicar-se a l'activitat privada com a banquer. Ho va fer fins al 1979, quan va començar la seva carrera política.
Fins a l'1 de juliol de 2011, va ser director executiu i vicepresident de la Government of Singapore Investment Corporation (GIC) i president de la Singapore Press Holdings Limited (SPH), una empresa dedicada als mitjans. També'exerceix com a president de la Fundació Nacional de Recerca de Singapur i com a vicepresident del Consell de Recerca, Innovació i Empresa.
L'agost de 2011, Tan va guanyar les eleccions presidencials amb un marge de 0,34%. Va ser investit com el 7è president de Singapur l'1 de setembre de 2011.